# Telep Csoport
A Telep Csoport egy 2005 és 2009 között működött online versblog és költészeti műhely volt, amely tizenegy fiatal magyar költőt tömörített. A Telep Csoport tagjai: Bajtai András, Deres Kornélia, Dunajcsik Mátyás, Ijjas Tamás, Krusovszky Dénes, Nemes Z. Márió, Pálffy András Gergely, Pollágh Péter, Sirokai Mátyás, Sopotnik Zoltán, Szabó Marcell. A Telep Csoport blogján több mint százhúsz vers olvasható, amelyek többsége egy, a költők által szabadon választott képzőművészeti alkotás kíséretében jelent meg.

## Története
A blogot 2005. december 13-án Krusovszky Dénes alapította, az ő meghívásásra első körben Bajtai András, Dunajcsik Mátyás, Ijjas Tamás, Nemes Z. Márió és Pálffy András Gergely csatlakozott a csoporthoz. 2006-ban Pollágh Péter, Deres Kornélia, Sopotnik Zoltán, Szabó Marcell és Sirokai Mátyás lett tagja a Telep Csoportnak. Simon Márton, aki 2006-tól szintén tagja volt a csoportnak, 2007-ben kilépett. A Telep-antológia (Scolar Kiadó) 2009-es megjelenésével a csoport ebben a formájában megszűnt, a blog archivált anyaga viszont hozzáférhető.

## Tagjai
- Bajtai András (Szeged, 1983. december 3.): költő, kritikus, újságíró, szerkesztő, 2001 óta publikál rendszeresen irodalmi folyóiratokban. Kötetei:
  - Az átlátszó város (2006, Parnasszus Könyvek)
  - Betűember (2009, József Attila Kör-Prae.hu)
  - Kerekebb napok (2014, Kalligram)
- Deres Kornélia: (Miskolc, 1987. február 1.): költő, író, egyetemi oktató, színháztörténész, szerkesztő. Kötetei:
  - Szőrapa (2011, JAK-füzetek)
  - Képkalapács. Színház, technológia, intermedialitás (2016, JAK-füzetek)
  - Bábhasadás Archiválva 2017. augusztus 26-i dátummal a Wayback Machine-ben (2017, Jelenkor)
  - Emma és Elefánt (2018, Tessloff-Babilon)
- Dunajcsik Mátyás (Budapest, 1983. december 9.): költő, író, szerkesztő, kritikus, műfordító. Kötetei:
  - Repülési kézikönyv (2007, József Attila Kör-L'Harmattan)
  - Balbec Beach (2012, Libri Kiadó)
- Ijjas Tamás, (1978. szeptember 2.): költő, szerkesztő. Kötete:
  - Fejedelmi többes (2008, Noran)
  - Bőröndapu (2012, Betűtészta)
- Krusovszky Dénes (1982.): József Attila-díjas költő, kritikus, szerkesztő, drámaíró, műfordító. Kötetei:
  - Az összes nevem (2006, Széphalom Könyvműhely)
  - Elromlani milyen (2009, Kalligram)
  - A felesleges part (2011, Magvető)
  - Mindenhol ott vagyok, (2013, Magvető)
  - A fiúk országa, (2014, Magvető)
  - Kíméletlen szentimentalizmus, (2014, L'Harmattan)
- Nemes Z. Márió (Ajka, 1982. október 29.): költő, író, kritikus, egyetemi oktató. Kötetei:
  - Alkalmi magyarázatok a húsról (2006, József Attila Kör-L'Harmattan)
  - Bauxit (2010, Prae.hu)
  - A hercegprímás elsírja magát (2014, Libri)
- Pálffy András Gergely (Marosvásárhely, 1985. április 26.): költő, 2005 óta publikál rendszeresen irodalmi folyóiratokban. Kötete még nem jelent meg.
- Pollágh Péter (Tatabánya, 1979. március 6.): József Attila-díjas költő, író, esszéista, szerkesztő, újságíró. Kötetei:
  - Eleve terpesz (2001, Kortárs)
  - Fogalom (2005, József Attila Kör-L'Harmattan)
  - Vörösróka (2009, Prae.hu-Palimpszeszt)
  - A Cigarettás (2010, Prae.hu-Palimpszeszt)
- Sirokai Mátyás, (1982. február 23.): költő, műfordító, zenész. Kötetei: 
  - Pohárutca (József Attila Kör-Prae.hu)
  - A beat tanúinak könyve (2013, Libri Kiadó)
- Sopotnik Zoltán (Salgótarján, 1974. február 2.: József Attila-díjas költő, meseíró, drámaíró, szerkesztő, tanár. Kötetei:
  - Krokodil (2003, Kortárs)
  - Az őszinteség közepe (2006, József Attila Kör-L'Harmattan)
  - Futóalbum (2009, Kalligram)
  - Saját perzsa (2012, Libri)
  - Fahéjas kert (2013, Kolibri)
  - Moszkvics (2016, Kalligram)
- Szabó Marcell (Szeged, 1987.): költő, műfordító, szerkesztő. Kötetei:
  - A szorítás alakja (2011, JAK-Prae.hu)
  - A közeli Limbus (2016, Jelenkor)

## Események
- A Telep Csoport első irodalmi estjét 2006. április 23-án tartotta a budapesti Tranzit Art Caféban a Kilincs folyóirat lapszámbemutatója keretében, ahol Bajtai András, Dunajcsik Mátyás, Ijjas Tamás, Krusovszky Dénes és Nemes Z. Márió olvasott fel, a beszélgetést pedig Pallag Zoltán moderálta.
- 2006. december 13-án egy felolvasóest keretében ünnepelte a Telep Csoport egyéves fennállását a budapesti Claro Bisztróban, ahol Bónus Tibor irodalomtörténész mondott köszöntőt, videovetítés kíséretében pedig Fancsikai Péter és Kraszkó Zita színművészek olvasták fel a tagok verseit.

## Publikációk
- A Kalligram folyóirat 2007/11-es száma mutatta be először nyomtatott formában a Telep Csoportot, amelyben Bodor Béla kísérőtanulmánya mellett olvashatók a tagok versei és a tagokkal Urfi Péter által készített miniinterjúk.
- Az Irodalmi Jelen folyóirat 2008/1-es számában olvasható a második Telep Csoportot bemutató melléklet, amelyhez Kukorelly Endre írt bevezetőt.
- Az Ex Symposion folyóirat 2007/63. számának összeállítására a Telep Csoportot kérte fel. A lapszámban a Telep Csoport tagjainak írásain kívül még tizenhét kortárs szerző műve jelent meg Dunajcsik Mátyás és Pollágh Péter vendégszerkesztők összeállításában, amely a "Piknik a Telepen" címet kapta.
- A 2009-es Ünnepi Könyvhétre jelent meg a Telep-antológia a Scolar Kiadó gondozásában, Szegő János előszavával és Borbély Szilárd kísérő tanulmányával.

## Kritikák
- Péczely Dóra írása a Telep születésnapi estjéről a prae.hu általános művészeti portálon jelent meg.
- Kovács Bálint A Telep csoport: Hálós műhely című írása 2007-ben jelent meg a Magyar Narancs című hetilapban.
- A KönyvesBlog 2007. december 4-én közölte a Váltson Ön is paradigmát! című írást, amely a  Kalligram folyóirat 2007/11-es Telep Csoportot bemutató lapszámának kritikája.
- A KönyvesBlog kritikájára Rossz vicc című írásával Krusovszky Dénes reagált 2007. december 7-én.
- A Rossz vicc című írásra érkező A paradigmaváltásról - ha van olyan című kommentet, amelynek szerzője Dunajcsik Mátyás, a KönyvesBlog - kiemelve a cikkre érkezett mintegy száz hozzászólásból - 2007. december 7-én önálló bejegyzésként adta közre.
- Rácz Péter: Ex libris (kritika a Telep-antológiáról), Élet és Irodalom, 2009. július 24.
- Ambrus Judit: Műszereket beültetni az emberi testbe (kritika a Telep-antológiáról), Népszava, 2009. október 3.
- Hoványi Márton: „Elromlani milyen” (kritika a Telep-antológiáról), Bárka, 2010/1.
- Zsolnai György: Imitatio Telep (a Telep Csoport történetéről), Szépirodalmi Figyelő, 2010/1.
- Baranyi Gergely: A kortárs fiatal líra mediális kontextusa - A Telep Csoport példája, Szkholion, 2013/02

## Külső hivatkozások
- A Telep Csoport blogja
- A Telep Csoport archivált blogja

### Szerzői honlapok
- Bajtai András honlapja
- Dunajcsik Mátyás honlapja
- Krusovszky Dénes honlapja

### Összeállítások, folyóiratszámok
- Telepítvény - A Kalligram folyóirat 2007/11-es, Telep Csoportot bemutató számának ajánlója (Litera.hu, 2007. november 1.)
- Telep-versek - Kukorelly Endre bevezetőjével[halott link] (Irodalmi Jelen, 2008. január)
- Piknik a Telepen - Az Ex Symposion folyóirat 2007/63-as, Telep Csoportot bemutató számának ajánlója (Litera.hu, 2008. március 7.)

### Kritikák és reakciók
- Péczely Dóra: Telepesek a Belvárosban Archiválva 2009. szeptember 28-i dátummal a Wayback Machine-ben, Prae.hu, 2006. december 13.
- Telepesek - Egyéves a költészeti műhely[halott link], Litera.hu, 2006. december 11.
- Kovács Bálint: A Telep Csoport - Hálós műhely Archiválva 2011. június 4-i dátummal a Wayback Machine-ben, Magyar Narancs, 2007/39
- KönyvesBlog: Váltson Ön is paradigmát!, KönyvesBlog, 2007. december 4.
- Krusovszky Dénes: Rossz vicc, KönyvesBlog, 2007. december 7.
- Dunajcsik Mátyás: A paradigmaváltásról - ha van olyan, KönyvesBlog, 2007. december 7.
- Zsolnai György: Imitatio Telep (a Telep Csoport történetéről), Szépirodalmi Figyelő, 2010/1.
- Baranyi Gergely: A kortárs fiatal líra mediális kontextusa - A Telep Csoport példája, Szkholion, 2013/02

### Kritikát a Telep-antológiáról
- Burden: Telep: Game Over (KönyvesBlog, 2009. június 9.)
- Rácz Péter: Ex Libris (Élet és Irodalom, 2009/30)
- Ambrus Judit: Műszereket beültetni az emberi testbe Archiválva 2016. március 5-i dátummal a Wayback Machine-ben (Népszava, 2009. október 3.)
- Hoványi Márton: "Elromlani milyen" (Bárka, 2010/1)
- Bányai János: Két antológia: az "utániság" rezignált poétikája (Egészrész; Telep-antológia) in. Uő.: Költő(k), könyve(k), verse(k)- Könyv és kritika IV. Forum könyvkiadó, 2010, 331-335.